# Obertrubach
Obertrubach là một đô thị thuộc huyện Forchheim trong bang Bayern nước Đức. Đô thị Obertrubach có diện tích 21,14 km², dân số thời điểm 31 tháng 12 năm 2006 là 2186 người.